# Hot Fuss
Hot Fuss je prvi album ameriške rock skupine The Killers. Izšel je leta 2004. 
Na njem je 12 skladb:
1. »Jenny Was A Friend Of Mine«
2. »Mr. Brightside«
3. »Smile Like You Mean It«
4. »Somebody Told Me«
5. »All These Things That I've Done«
6. »Andy, You're A Star«
7. »On Top«
8. »Change Your Mind«
9. »Believe Me Natalie«
10. »Midnight Show«
11. »Everything Will Be Alright«
12. »Glamorous Indie Rock & Roll« (bonus skladba)